# 団塊ジュニア

日本の人口ピラミッド（世代を注記）

団塊ジュニア（だんかいジュニア）とは、日本で1971年（昭和46年）から1974年（昭和49年）に生まれた世代を指す。第二次ベビーブーム世代とも呼ばれる。
毎年200万人以上生まれた世代で、世代人口は団塊世代（第一次ベビーブーム）に次いで世代人口が多い。団塊世代の子供の世代に当たる為に「団塊ジュニア」と呼ばれる。最多は1973年（昭和48年）出生の209万1983人で、団塊世代の最多である1949年（昭和24年）出生の269万6638人よりやや少ない。「団塊ジュニア」という言葉は、内閣府の国民生活白書でも用いられている。ただ、「団塊ジュニア」の親世代をみると、第一子こそ団塊の世代（特に母親の場合）が大多数を占めるものの、第二子以降は団塊の世代よりもむしろ上の世代（焼け跡世代）が多い。
団塊ジュニアは都市部で生まれ育った人が多い。中学高校時代の1986年（昭和61年）から1991年（平成3年）頃はバブル景気（好景気）で日本が経済的に最も豊かな時期だった。「団塊ジュニア」は大学進学率が約40％に上昇していた時期で、受験競争が盛んで詰め込み教育の影響が強い時期であった。その後、1991年（平成3年）のバブル崩壊による経済的な不況（不景気）により企業が採用枠を減らした為に1993年（平成5年）以降の大学卒業者は就職難に遭遇した。そのため就職氷河期世代と呼ばれることも多い。

## 語源
日本能率協会総合研究所のマーケティングプランナー田中勝は、1970年代前半（昭和40年代後半）生まれを「団塊ジュニア」と称した。「団塊ジュニア」は、日本能率協会グループが1985年（昭和60年）に実施した、マルチクライアント方式の生活者研究プロジェクト『感性時代のニューシーンメーカー　団塊ジュニアの総合研究』で初めて用いられた。

## 団塊ジュニアの成長過程

### 幼少期
「団塊ジュニア世代」が生まれた1970年代前半（昭和40年代後半）は、大阪万博（1970年3月）やあさま山荘事件（1972年2月）や沖縄返還（1972年5月）など「冷戦の折り返し地点」となる出来事が発生し、1973年（昭和48年）のオイルショック（石油危機）によって高度経済成長が終息して安定成長期に移行し始めた時期に生まれた。就学前に幼稚園や保育園といった幼児教育施設などに通園する割合は団塊ジュニア世代で既に90％を超え、就学前教育がごく一般的になっていたが、当時は4歳で入園する2年間保育が主流で、3歳で入園した者（3年間保育）はまだまだ少なかった。

### 学生時代
「団塊ジュニア世代」が小学生の頃の1980年代前半（昭和50年代後半）頃にはテレビアニメ「機動戦士ガンダム」（初代ガンダム）が放送されて「ガンプラ」（ガンダムのプラモデル）の大ブームやテレビゲームの「ファミリーコンピュータ」（ファミコン）が発売されてファミコンの大ブームが起こった。団塊ジュニア世代が中学生の頃の1980年代後半（昭和60年代）には校内暴力は沈静化していた。しかし、学校では管理教育の締め付けが強かった時期で、いじめや不登校が社会問題となっていた。その一方で、競争時代を経験した「団塊の世代」の親から受けた家庭教育も影響して、団塊ジュニア世代が高校生時代の1990年代前半（平成初期）頃は「受験戦争」や「私大バブル」と呼ばれる入学試験での過酷な受験競争が発生した時期だった。
管理者責任の問題から、公園の遊具撤去、マンション屋上閉鎖、放課後の校庭閉鎖など遊び場の減少が相次いだ。
高校入試では、総合選抜制度や地元集中制度という競争回避型の高校入試を実施していた都道府県も多かったこともあり、高校進学率は約95％以上の高い割合を維持していた。さらに大学受験の大衆化もあって、団塊ジュニア世代の大学進学率は40％台に上昇しており、その結果、大学入試では受験生の激増という現象が起こった。大学入試の難化により私立大学の競争倍率が高くなる私大バブルという現象も起きた。1980年代（昭和50年代～昭和60年代）の学校では、受験競争が盛んで詰め込み教育の影響が強かったが、団塊ジュニア世代は1977年（昭和52年）に導入された「ゆとりカリキュラム」と呼ばれる学習指導要領で学んだ最初の世代で、「詰め込み教育」から「ゆとり教育」への転換期の世代でもある。（池上彰の「日本の教育がよくわかる本」PHP文庫）。

### 青年期、不運の世代
団塊ジュニア世代が中学生時代や高校生時代の1989年（昭和64年・平成元年）1月に昭和天皇が崩御して元号が「昭和」から「平成」に変わった。4月1日から消費税（当初の税率3％）が導入された。
1986年（昭和61年）から1991年（平成3年）頃はバブル景気の好景気で、日本が経済的に最も豊かな時期だった。しかし、高校卒業や大学入学（18歳の頃）前後に当たる1991年（平成3年）にはバブル崩壊が起こり、一気に経済的な不況（不景気）になった。このため、大卒者は就職氷河期という就職難に遭遇し、学生時代の過酷な受験戦争と重なった人生経験から「不運の世代」とも呼ばれている。一方で、1991年（平成3年）までの高卒者は、バブル景気（好景気）の恩恵を受けて就職している。
団塊ジュニア世代が就職活動の時期を迎えた1990年代前半（平成初期）の日本では、バブル崩壊による経済的な不況（不景気）の影響で新卒者の採用枠を減らす会社が多かった。また、当時の国内の企業はバブル崩壊による経済的な不況（不景気）の影響で、新たな人材を得て育成する余裕がなかったことも就職難に拍車をかけた。その結果、就職活動に失敗して「非正規雇用労働者」（アルバイトやパートタイマー）やフリーターや派遣労働者などにならざるを得なかった者も多く、大学を卒業した大卒者でさえ、新卒での就職がままならず、中小企業に中途採用でようやく就職できたという者も珍しくなかった。
団塊ジュニア世代が高校卒業・大学入学（18歳の頃）の1991年（平成3年）にバブル崩壊によって経済的な不況（不景気）になった。このために大学卒業者は就職氷河期という就職難に遭遇した者が多かった。
団塊ジュニア世代が20代前半（20歳～23歳）頃の1995年（平成7年）に阪神・淡路大震災や地下鉄サリン事件（オウム真理教事件）が起こった。
団塊ジュニア世代が20代半ば（24歳～26歳）頃の1997年（平成9年）頃から1999年（平成11年）頃にパソコン（インターネット）や携帯電話の普及が進んだ。

### 壮年期
団塊ジュニア世代が20代前半から半ばの頃、1997年（平成9年）のアジア通貨危機や消費税増税などでの経済的な不況（不景気）の影響による企業の人員削減（リストラ）で就職氷河期という就職難に遭遇した者も多く、就職後に会社都合退職（リストラ）や自己都合退職（個人的な理由の退職）であっても、非正規雇用労働者（アルバイトやパートタイマー）に追いやられた者も多い。また、新卒時はバブル景気（好景気）の恩恵を受けて好条件で就職できた団塊ジュニア世代の高卒者も、1997年（平成9年）以後は企業の倒産や企業の人員削減（リストラ）のあおりを受けて非正規雇用労働者（アルバイトやパートタイマー）に追い込まれた者も少なくない。2010年（平成22年）の35歳から44歳の非正規雇用率は、27.4%（男：8.1%、女：53.7%）となっており、特に男性は、2000年（平成12年）の35歳から44歳と比べると増加している。
特に、非正規雇用労働者（アルバイトやパートタイマー）やフリーターや派遣労働者などは、正社員同様にフルタイムで働いていても、正社員の収入に及ばず、中には生活保護水準をも下回るワーキングプアの状態にある者もいる。経済的に不安定な身分という理由から実家で親と同居するパラサイト・シングルを長く続ける人も多い。収入が安定せず、将来が不安という理由から結婚できなかったり、結婚しても子供を作るのを躊躇する人が多く、2005年（平成17年）の時点で30歳から34歳の未婚率は男性47.1%、女性32.0%となっている。また、2010年（平成22年）の35歳から39歳の女性の未婚率は22.4%で過去最高を記録している。ただし、2006年〜2008年（平成18年～平成20年）頃の景気回復期に駆け込み出産をした女性も多く、その間の合計特殊出生率の増加の要因のひとつには、団塊ジュニア世代の出産があるとされている。なお、2009年（平成21年）の時点では、30代後半に出産した女性は2割弱にのぼる。
（#消えた第三次ベビーブームも参照）
団塊の世代に次ぐ人口を有する「団塊ジュニア世代」は、団塊の世代に並ぶ有望な消費者層として注目され、子育ての時期に入った団塊ジュニア世代が2006年（平成18年）頃に主に首都圏でマンションブームを起こしはしたが、正社員であっても賃金が削減され、少数精鋭でサービス残業が増えたことや、可処分所得が低下したことなどの原因により、上の世代のバブル世代のような消費の牽引役とはならなかった。2000年代以降、自動車の新車需要は右肩下がりを続け、2008年（平成20年）上半期の時点で自動車の新車売上げ台数は1974年（昭和49年）の水準まで落ち、売れ筋も軽自動車が中心となり「若者の車離れ」が顕著になった。また、小売業の売上げもスーパー・コンビニともに頭打ちであり、将来への不安から消費には消極的で、財布の紐の固い世代である。購買商品も、「無印良品」のようなロングセラーブランドが多い。
団塊ジュニア世代は、貯蓄を行えていない人が約三割にのぼり、預貯金が100万円未満なのが約五割で、2010年代（平成末期）以降になると「団塊ジュニア世代」は40代になり新たな問題を抱えることになる。高齢化した親の介護問題である。親の世代が70代に突入するにあたり、親の介護を要する世帯が増えると予測されるためである。そのため、社会の中核を担いながらも高齢化した親の介護のために仕事を離職せざるをえなくなる介護離職する団塊ジュニア世代が急増し、経済社会に悪影響を与えるとの予測も出ている。
2020年代（令和初期）以降になると「団塊ジュニア世代」は50代になり、高齢化した親が80代に突入するようになり親の介護問題を抱えていたり、親が老人ホーム（高齢者福祉施設）に入所したり、親が亡くなる「団塊ジュニア世代」も増加している。

## 特徴

### 団塊ジュニアの流行
「団塊ジュニア世代」はオタク第二世代（1970年前後生まれ）の後半に重なり、アニメ、漫画、テレビゲーム といった1980年代（昭和50年代～昭和60年代）の若者文化を担った。。
団塊ジュニア世代が小学生時代の1980年代前半（昭和50年代後半）には、アニメ「機動戦士ガンダム」（初代ガンダム）が放送されて「ガンプラ」（ガンダムのプラモデル）の大ブームが起こった。また、自動車の玩具「チョロQ」が流行した。。
団塊ジュニア世代が小学生時代から中学生時代の1980年代（昭和50年代～昭和60年代）には、テレビアニメが多く放映された。松本零士のアニメ「宇宙戦艦ヤマト」や「銀河鉄道999」や藤子不二雄のアニメ「ドラえもん」や「忍者ハットリくん」などが流行した。また、漫画雑誌「週刊少年ジャンプ」から誕生したアニメ作品の「キャプテン翼 (アニメ)」や「北斗の拳 (テレビアニメ)」や「キン肉マン (テレビアニメ)」などが流行した。玩具の消しゴム「キン肉マン消しゴム」（キン消し）も流行した。。
団塊ジュニア世代が小学生時代から中学生時代の1980年代（昭和50年代～昭和60年代）のテレビ番組では「8時だョ!全員集合」（バラエティー番組）や「オレたちひょうきん族」（バラエティー番組）や「萩本欽一（欽ちゃん）のバラエティー番組」や「太陽にほえろ!」（刑事ドラマ）や「西部警察」（刑事ドラマ）や大映ドラマなどが流行した。映画（邦画）では角川映画（角川三人娘と呼ばれた女優の薬師丸ひろ子や原田知世や渡辺典子の主演映画）が最盛期になった。
団塊ジュニア世代が中学生時代の1980年代後半（昭和60年代）には、テレビゲームの「ファミリーコンピュータ」（ファミコン）の大ブームが起こった。。また、テレビ番組の「夕やけニャンニャン」（バラエティー番組）から誕生した女性アイドルグループのおニャン子クラブのブームが起こった。女子中高生の間では、男性アイドルグループ（ジャニーズ）の光GENJIのブームが起こった。
「団塊ジュニア世代」が中学生時代や高校生時代の1980年代後半～1990年代前半（昭和末期から平成初期）には、バブル景気（好景気）の時期で、日本が経済的に最も豊かな時期であった。それまで家庭に1台で所有していたテレビ、ラジカセ、ミニコンポ、固定電話など家電機器の個人所有も珍しいものではなくなった。ファストフードやコンビニなども同時期に普及した。
団塊ジュニア世代が中学生時代から高校生時代の1980年代後半～1990年代前半（昭和末期から平成初期）には、テレビゲーム機やワードプロセッサ（ワープロ）が普及した時期である。音楽ソフトがカセットテープからCD（コンパクトディスク）に転換した時期である。
団塊ジュニア世代が高校生時代から大学生時代の1990年代前半（平成初期）には、女子中高生の間では、男性アイドルグループ（ジャニーズ）のSMAPのブームが起こった。スポーツ界では、プロ野球のイチローや松井秀喜や大相撲の貴乃花が大活躍した。女優では宮沢りえブームが起こった。彼ら彼女らも「団塊ジュニア世代」である。

### 家族像
1970年代前半（昭和40年代後半）生まれの団塊ジュニア世代は、「2児の親、夫が働き、妻は家を守る専業主婦」という標準世帯が「理想の家族像」として定着していた頃に生まれた。比較的高所得階層の女性では「新・専業主婦志向」（男は仕事と家事、女は家事と趣味(的仕事)」という性別役割分業意識）と言われる新しい家庭回帰の意識も強まったが、専業主婦の妻や子を独力で扶養できるだけの経済力を持っている男性は減少しており、専業主婦としての子育てを望む女性と、夫婦共働きでの収入と生活水準の確保を優先したい男性の家族像のミスマッチが団塊ジュニア世代の結婚難に拍車を掛けた。

### 消えた第三次ベビーブーム

日本における出産時の母親の年齢階級別割合の推移

団塊ジュニア世代の多くが出産期を迎える1990年代半ば〜後半に「第三次ベビーブーム」を起こすという希望的な予測が立てられ、また1990年代から2000年代にかけては、マスコミや広告代理店が団塊ジュニア世代の人数の多さを当て込んで企業が乱立したブライダル産業やベビー産業などとも絡んで、団塊ジュニア世代の特に女性層をターゲットに、結婚・出産へと煽り立てる様な広告戦略を盛んに繰り返した。
しかし、実際には、団塊ジュニア世代が結婚・出産適齢期が完全に失われた10年・失われた20年・失われた30年という経済的な不況（不景気）と新自由主義政策の時期に巻き込まれ、経済的問題から結婚できない者やDINKSと呼ばれる結婚しても子供を産まない者が増えたこと、価値観や時代の変化に伴い独身を貫くことや結婚はしても子供を持たないという夫婦像が1980年代後半以降の日本でも定着したことなどにより、第三次ベビーブームが起こるどころか、かえって2000年（平成12年）から2005年（平成17年）まで出生数が減少するという事態が起きてしまった。
中でも、団塊ジュニア世代の人口が集中している首都圏ほど未婚率が高く、出生率も低い。2003年（平成15年）には、出生率は僅かに上昇したが、2004年（平成16年）には出生率は再び減少に転じた。2005年（平成17年）には死亡者数が出生者数を上回り、日本の総人口の減少が始まった。2006年（平成18年）には首都圏を中心に一時的に増加したので、出生数も再び上昇したが、翌年以降は三度減少に転じている。
日本国政府やマスメディアやベビー産業各社が期待した「第三次ベビーブーム」は、長年の不景気と雇用情勢の悪化によって「幻に消えた」ものの、合計特殊出生率は2006年（平成18年）以降から2015年（平成27年）まで上昇を続けた。これについて、厚生労働省は、一時的な景気回復などのほか、30代後半に達して年齢的に最後のチャンスと考えた団塊ジュニア世代の女性が、いわゆる「駆け込み出産」を行ったことをその理由の一つとして分析している。